# 火車頭體育場 (塔什干)
火车头体育场是一座位于乌兹别克斯坦塔什干的多功能体育场，主要举办足球比赛，现为乌兹别克斯坦职业足球联赛球队塔什干火车头足球俱乐部的主场。球场于2009年破土动工，于2012年建成，容纳人数8,000人。